# Amalia Riégo
Amalia Riégo född 26 mars 1850 i Karlskrona, död 27 december 1926 i Nice, Frankrike, var en svensk operasångare (sopran).
Riégo var dotter till spanske cirkusdirektören och lindansaren John Riégo och norskan Anna Johanna Stiegler samt syster till skådespelaren John Riégo. Hon studerade sång för Isak Albert Berg i Stockholm och senare även för Jenny Lind i London. Hon scendebuterade 1872 på Operan som Alice i Robert av Normandie. Efter ytterligare två framträdanden 1873 som Julia i Romeo och Julia och 1874 som Ingeborg i urpremiären av Den Bergtagna anställdes hon vid Kungliga Teatern. 1876 lämnade hon Stockholmsoperan men uppträdde 1880 och hösten 1887 som gäst där. Hon flyttade i slutet av 1880-talet till Paris och 1890 till New York. Omkring 1924 bosatte hon sig slutligen i Nice. Riégo var mycket anlitad som sångpedagog, och grundade 1890 ett sånginstitut i New York.
Bland hennes roller fanns Donna Anna i Don Juan, Valentine i Hugenotterna, Selika i Afrikanskan, Rachel i Judinnan och Blenda i operan med samma namn.